# Geochemia organiczna
Geochemia organiczna – dziedzina geochemii, zajmująca się badaniem rozmieszczenia, pochodzenia, form występowania, składu chemicznego, ewolucji związków organicznych w przyrodzie.
Wraz z rozwojem chromatografii w połączeniu z spektrometrią masową dużą uwagę w geochemii organicznej na równi z badaniem substancji organicznych jako całości, jak i ich frakcji  (kerogenu, bitumoidów, kwasów humusowych, kwasów fulwowych) poświęcono badaniu geochemii różnych klas związków organicznych: aminokwasów, węglowodorów, itp.  
Podstawowe zadania geochemii organicznej to badanie chemizmu procesu przetwarzania organicznej biomasy w formy kopalne (wskutek działania mikroorganizmów), badanie warunków i czynników, które określają tworzenie różnych typów tej substancji (humusowego, sapropelowego i in.), a także mechanizmów dalszej transformacji substancji organicznej w skałach pod wpływem temperatury, ciśnienia, czynników sejsmicznych, litologicznych i innych geologicznych, które określają powstawanie surowców energetycznych. 
W zakresie działania geochemii organicznej znajdują się takie związki jak: substancje białkopochodne (kwasy nukleinowe, białka), cukrowce, lignina i lipoidyny (lipidy, lipoidy), jak również powstałe z nich substancje: związki humusowe, torfy, sapropele, węgle brunatne, łupki palne, węgle kamienne, żywice kopalne, gaz ziemny, kondensaty gazowe i ropa naftowa.

## Literatura
- Zygmunt Waleńczak – „Geochemia organiczna”, Warszawa 1987, ISBN 83-220-0297-1